# Precenicco
Precenicco (Prissinins in friulano) è un comune italiano di 1 453 abitanti del Friuli-Venezia Giulia, situato lungo l'ultimo tratto del fiume Stella. Fa parte della Comunità Riviera Friulana, nell'ex provincia di Udine. È raggiungibile tramite la strada statale 14 (da Palazzolo dello Stella), l'autostrada A4 dagli svincoli di Latisana e San Giorgio di Nogaro, la SR 102 UD da Latisana e la SR 56 UD da Pertegada.

## Storia

### Simboli
Lo stemma e il gonfalone sono stati concessi con decreto del presidente della Repubblica del 5 dicembre 1955.
Il gonfalone è un drappo partito di bianco e di azzurro.

## Società

### Evoluzione demografica
Abitanti censiti

### Lingue e dialetti
A Precenicco, accanto alla lingua italiana, la popolazione utilizza la lingua friulana. Ai sensi della Deliberazione n. 2680 del 3 agosto 2001 della Giunta della Regione autonoma Friuli-Venezia Giulia, il Comune è inserito nell'ambito territoriale di tutela della lingua friulana ai fini della applicazione della legge 482/99, della legge regionale 15/96 e della legge regionale 29/2007.
La lingua friulana che si parla a Precenicco rientra fra le varianti appartenenti al friulano centro-orientale.